# Woman in Black (singel)
Woman in Black – pierwszy singel promujący drugi studyjny album piosenkarki Sashy Strunin o tym samym tytule. Jego premiera odbyła się 30 września 2016. Tego samego dnia singel został wydany w formacie digital download. Utwór został napisany i skomponowany przez Gary’ego Guthmana.

## Teledysk
Teledysk do utworu, którego premiera odbyła się 12 października 2016, wyreżyserowali Artur Szatałowicz i Elwira Nowicka.

## Wykonania na żywo
Strunin po raz pierwszy na żywo wykonała „Woman in Black” 20 października 2016 w programie Pytanie na śniadanie.

## Lista utworów
- Digital download[2]

1. „Woman in Black” (Radio Cut) – 3:37
2. „Woman in Black” (Album Version) – 4:53

## Notowania
| Kraj   | Lista (2016)                                                   | Najwyższa pozycja na liście |
| ------ | -------------------------------------------------------------- | --------------------------- |
| Polska | Polskie Radio Program I (Przeboje Przyjaciół Radiowej Jedynki) | 6                           |
| Polska | Radio PiK (Top Jazz)                                           | 1                           |